# Гринвуд, Ли
Ли Гринвуд (род. 27 октября 1942) — американский кантри-музыкант. Известен как автор «God Bless the USA, Time on Her Hands».

## Биография
Ли Гринвуд родился 27 октября 1942 года в городе Саут-Гейт, Калифорния. В семилетнем возрасте Гринвуд научился играть на саксофоне, а позже стал членом местного музыкального коллектива.
В 70-е годы Ли Гринвуд переехал в Лас-Вегас, где вечерами выступал перед публикой, исполняя будущие хиты.
В начале 80-х Гринвуд получил широкую популярность благодаря патриотической песни «God Bless the USA». Эта песня стала символом операции «Буря в пустыне», проводимой американскими военными с целью освобождения Кувейта и свержения диктаторского режима Саддама Хусейна.
Певец является сторонником Республиканской партии США, и был сторонником проведения антитеррористической операции в Афганистане.
В 2008 году Ли Гринвуд был назначен тогдашним президентом Джорджем Бушем на шестилетний срок в Национальный совет по делам искусств.
В 2024 году на фоне президентских выборов в США выпустил вместе с Дональдом Трампом Библию по цене 59,99 долл. США, содержавшую копии основополагающих американских документов и тексты самой известной песни Гринвуда «Боже, благослови США». Часть средств пойдёт в личную компанию политика, но не на предвыборные цели